# John Howard (filantrop)
John Howard, född 2 februari 1726, död 20 januari 1790, var en engelsk filantrop.
På resa till Portugal blev Howard 1754 tagen av franska kapare och fick i Brest pröva dåtida grymma fängelseförhållanden. Frigiven och sheriff i Bedford, började han sitt livslånga arbete för att förbättra fängelseväsendet. Genom hänvändelse till parlamentet åstadkoms även flera reformer. Howard undersökte även fängelserna samt lasaretts- och karantänsförhållanden i de flesta europeiska länder, bland annat i Sverige 1781. Resultaten framlade han i The state of the prisons in England and Wales (1777), State of prisons (1780) samt An account of principal lazarettos in Europe (1789).